# Ngựa Mỹ Ấn
Bản mẫu:Thông tin động vật breed
Ngựa Mỹ Ấn là một giống ngựa được xác định bởi tổ chức đăng ký giống ngựa với các đặc điểm là một giống ngựa có thể mang các đặc điểm tổ tiên của Ngựa Barb Tây Ban Nha, Ả Rập, Mustang, hoặc "Foundation" Appaloosa.
Giống ngựa này là hậu duệ của những con ngựa ban đầu được người Tây Ban NHa mang đến Châu Mỹ và thu được bởi người Mỹ bản địa. Việc đăng ký đã được tạo ra vào năm 1961 khi một số nhà lai tạo dòng máu Ngựa Tây Ban Nha thuộc địa quyết định xem xét việc các nhà lai tạo giống Ngựa Mustang Tây Ban Nha dựa trên nền tảng kiểu hình của "ngựa Ấn Độ". Tổ chức này bắt đầu "cho mục đích thu thập, ghi nhận và bảo tồn các phả hệ của Ngựa Mỹ Ấn." Cơ quan đăng ký cũng cho phép "các con ngựa là con lai [sic] và hậu duệ" của Ngựa Tây Ban Nha thuộc địa cũng được đăng ký vào giống ngựa các chính thức. Ngựa đăng ký với các cơ quan đăng ký giống khác được đăng ký đôi với tổ chức này nếu ngựa đáp ứng các yêu cầu về hình dạng.

## Đặc điểm
Ngựa Mỹ Ấn thường có chiều cao từ 13 đến 16 hand (52 đến 64 inch, 132 đến 163 cm) và cân nặng trong khoảng từ 700 đến 1,000 pounds (320 đến 450 kg).
Có năm loại đăng ký: Lớp A,AA,M,P,O với các đặc điểm khác nhau.